# Supporters du FC Barcelone

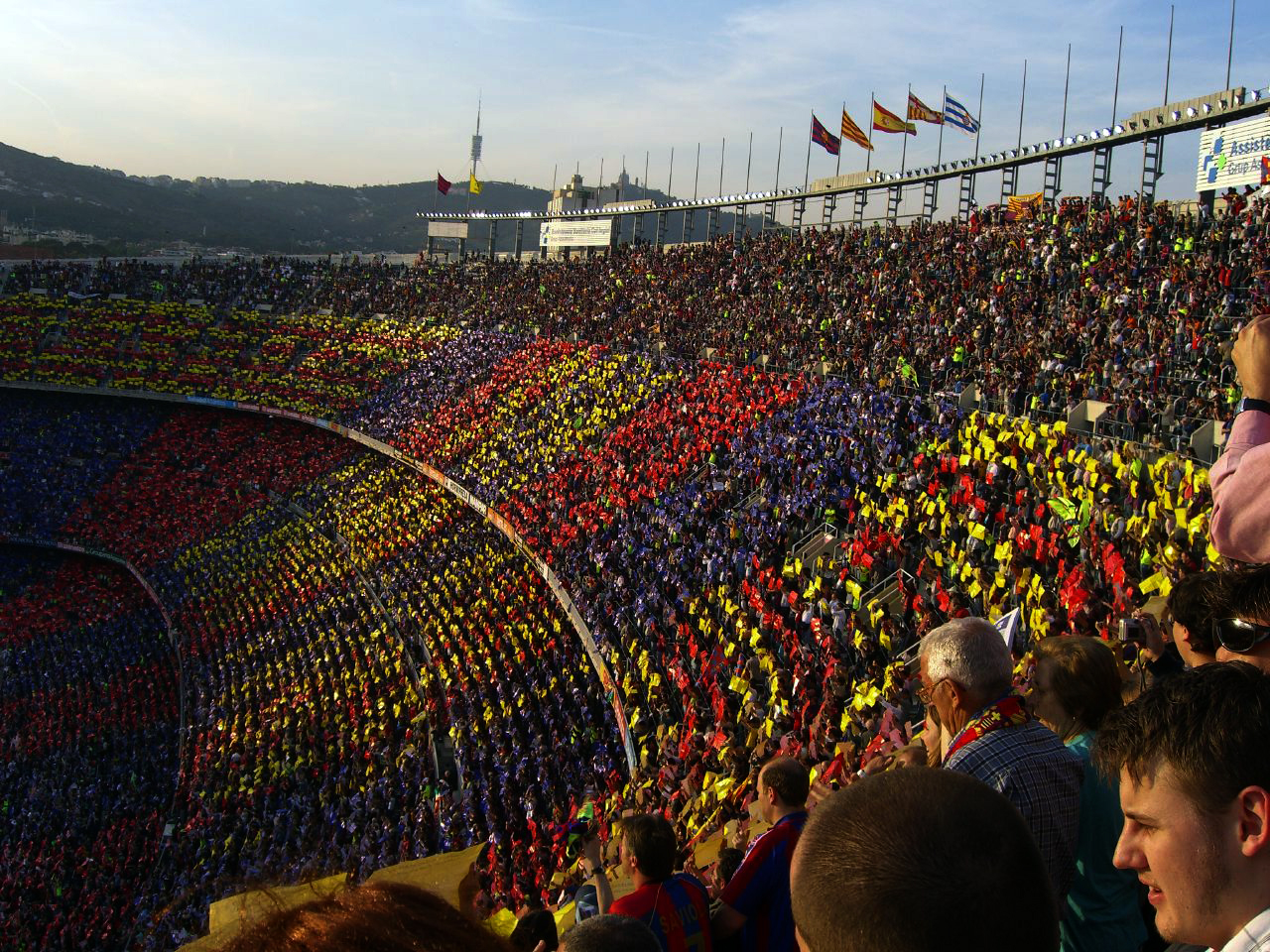
Des supporters du FC Barcelone au stade du Camp Nou

Il existe 4 types de supporters du FC Barcelone, les membres du club (socis ou socios) peuvent voter à l'élection présidentielle du club. Les penyes, proches des socios, sont des fan clubs à l'origine d'une grande partie des dons. Il y a aussi les fans du Barça, qui constituent la communauté officielle des fans sur Internet. Ils ont un abonnement pour les matchs, participent à des jeux et des activités. La dernière catégorie est celle des cules, les fans ordinaires qui ne possèdent aucune adhésion officielle. 
Le FC Barcelone est une équipe de football basée à Barcelone, formée en 1899 par un groupe de joueurs locaux, suisses et anglais, mené par Joan Gamper. Le club fait partie de la Liga depuis la création du championnat en 1928. Il a gagné 30 fois la Copa del Rey et 5 fois la Ligue des champions de l'UEFA. 
L'arrivée de Ronaldinho en 2003 ainsi que les victoires du club en Liga et en UEFA ont fait augmenter le nombre de supporters au niveau national et au niveau mondial. Ce développement crée des tensions entre les supporters catalans — qui veulent leur indépendance — et les autres supporters espagnols. 

## Histoire

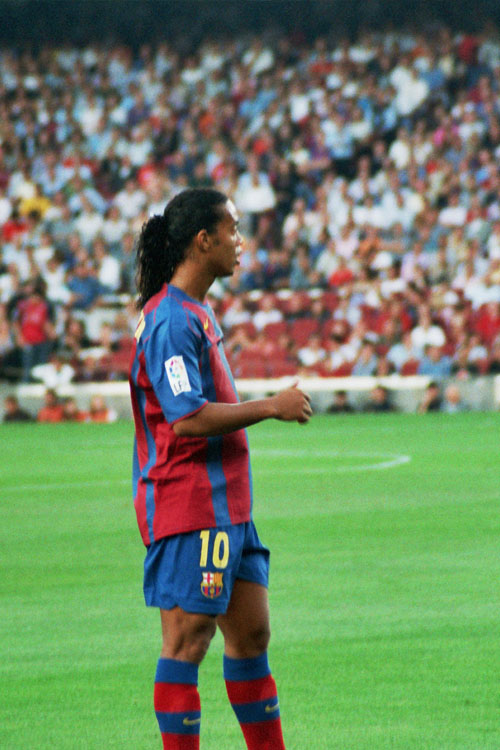
Ronaldinho fait augmenter le nombre de supporters au club.

Avant 1909, Barcelone jouait dans différents stades, dont aucun n'appartenait au club. Le 14 mars 1909, le club s'installe au Camp del Carrer Indústria, qui peut accueillir 6 000 personnes, c'est le premier terrain dont il est propriétaire. En 1922, le Barcelone s'installe au Stade des Corts, dont la capacité initiale est de 20 000 personnes, qui est ensuite triplée pour atteindre 60 000 personnes. La première rangée de Les Corts est à l'origine du surnom culer, dérivé du mot catalan fesse, car les spectateurs du premier stade, étaient assis, les fesses au-dessus de la tribune. L'auteur anglais, Phil Ball, note que « tout ce que vous pouviez voir, c'était des rangées de fesses ».
Au milieu des années 1940, le club a inventé la notion de penyes, un mélange entre un fan club et un club de soutien financier, à une époque où le club a besoin d'un soutien financier et public face à l'hostilité de la dictature de Francisco Franco. Le premier Penya Solera, est créé en 1944 par un groupe de supporters et d'anciens joueurs de l'équipe. Les penyes montreront plus tard leurs prouesses financières en 1953, lorsqu'ils proposeront la construction du Camp Nou. Ils s'inspirent du plan financier de l'Athletic Bilbao, une équipe rivale, utilisé pour construire San Mamés, où une association de penyes s'engagea à financer la construction. La construction du stade a remis le club entre les mains de ses supporters, donnant aux penyes une influence politique sur le club, qui dure encore aujourd'hui. 
Pendant la même période, l'oppression de la Catalogne par Franco fait évoluer les relations entre le club et ses supporters. Pour les supporters, le FC Barcelone est devenu synonyme de Catalogne, un sentiment qui s'intègre dans la devise du club Més que un club (Plus qu'un club). L'impulsion sociopolitique Visca el Barça (« vive le Barça »), s'est progressivement transformée en Visca el Barça i visca Catalunya (« vive le Barça et la Catalogne »), est la même que celle d'une chanson de protestation contre le gouvernement fasciste de Madrid. En dehors de la Catalogne, le FC Barcelone est également considéré comme plus qu'un clu par de nombreux espagnols avant-gardistes. Ce sont les intellectuels de gauche qui deviennent les supporters du Barça en reconnaissance de son rôle dans la défense des droits démocratiques et de la liberté.
En 1975, la mort de Franco marque le début de la transition de l'Espagne vers une démocratie et quatre ans plus tard, Josep Lluís Núñez devient le premier président du FC Barcelone. Depuis lors, les membres du FC Barcelone, appelés socios, élisent un président de club,.

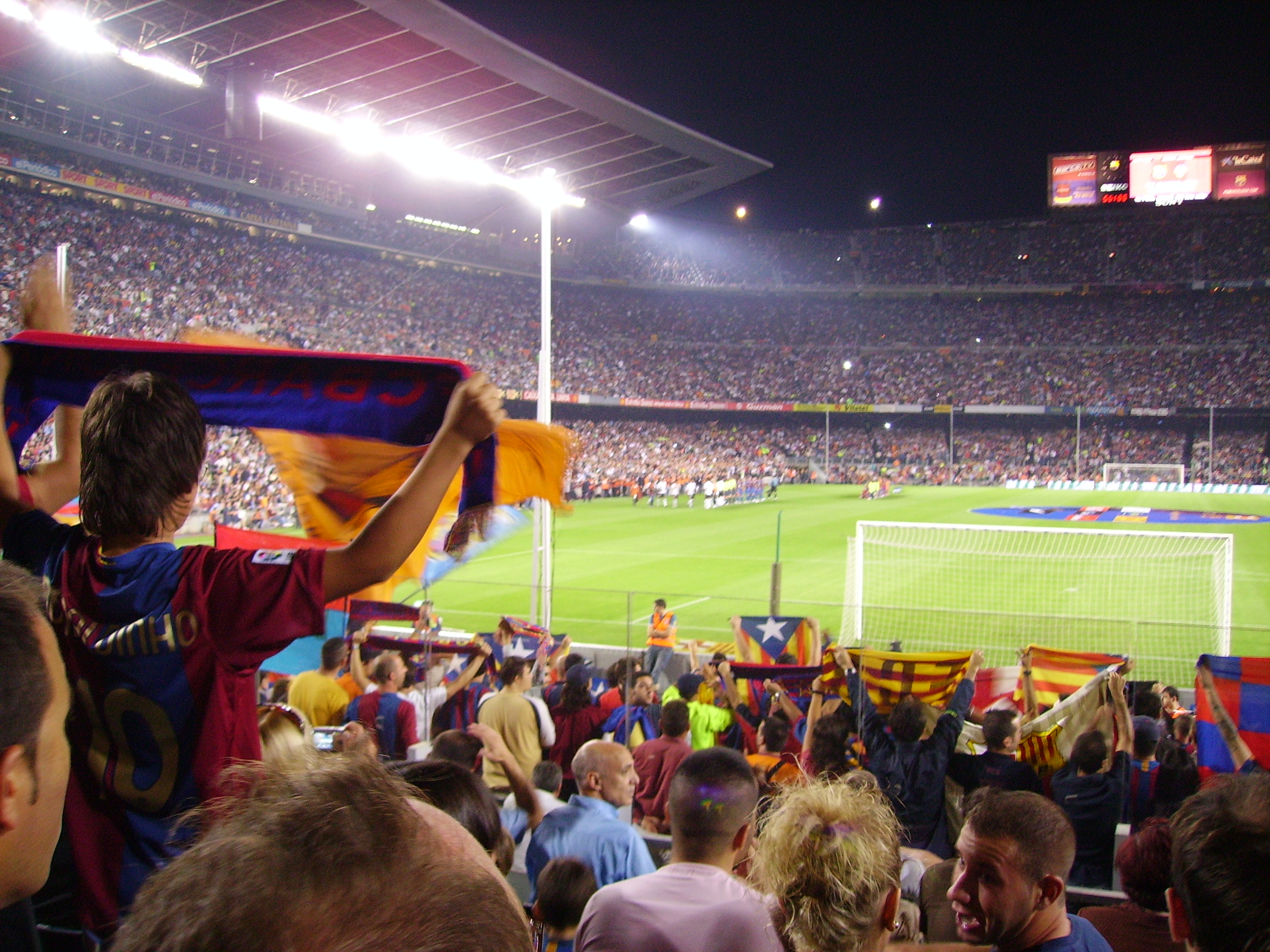
Image de supporters du FC Barcelone lors d'un match.

Au début des années 1980, l'un des plus célèbres groupe de supporters, les Boixos Nois (« garçons fous ») est créé. Le groupe, qui s'identifie à l'indépendantisme de gauche, exige à plusieurs reprises la démission du président Núñez, défiant ouvertement sa présidence par des chants et des banderoles lors de matchs. Dans le même temps, la ville de Barcelone connaît une augmentation du nombre de skinheads, qui s'identifient au séparatisme de droite. Les skinheads font lentement passer l'idéologie politique des Boixos Nois du libéralisme au fascisme, ce qui provoque des fractures au sein du groupe. Inspirés par les hooligans britanniques, les Boixos Nois restants sont violents, ce qui conduit à des arrestations massives. Selon l'organisation de protestation L'Elephant Blau (L'éléphant bleu), formée en partie par le futur président Joan Laporta en 1998, l'ancien président Núñez encourage l'émergence de skinheads parmi les Boixos et leur donne la permission de circuler librement dans le stade, en les utilisant pour son propre profit politique.
Lorsque Núñez démissionne en 2000, son vice-président, Joan Gaspart, prend la relève à la présidence. Gaspart exprime publiquement sa sympathie pour les Boixos Nois, affirmant qu'il rejoindrait le groupe dès qu'il aura démissionné de la présidence. Ce commentaire vaut aux membres des Boixos Nois d'être parfois appelés les fils du président.
La même année voit le controversé transfert du vice-capitaine de Barcelone Luís Figo au Real Madrid, son grand rival. Lorsque Figo revient au Camp Nou avec le club du Real Madrid en novembre 2002, les Boixos réagissent à la trahison de Figo en sifflant et en raillant chaque fois qu'il s'approche du ballon. La violence atteint son paroxysme lorsque les Boixos lui jettent une tête de cochon coupée, alors qu'il tire un corner. Ce match est connu en Espagne sous le nom de Partido de la Vergüenza (le jeu de la honte). Le match est suspendu pendant 13 minutes par l'arbitre, qui fait sortir les joueurs du terrain pour leur sécurité. Le match s'est terminé par un match nul 0-0.
Au cours de la première décennie du nouveau millénaire, le président Joan Laporta, partisan du nationalisme catalan, exprime à plusieurs reprises son soutien à la sécession de la Catalogne à l'Espagne et qualifie le club de symbole du séparatisme catalan. La politisation du club suscite les critiques de plusieurs membres du club qui accusent Laporta de s'aliéner les supporters du FC Barcelone, tant à l'intérieur qu'à l'extérieur de la Catalogne.
De nombreux supporters du FC Barcelone avouent et disent publiquement qu’ils ne soutiennent pas forcément l’Equipe d’Espagne de football, en raison d’un grand nombre d’indépendantistes catalans parmi eux. Ce qui créer un fossé encore plus grand avec les supporters d’autres clubs du pays, en particulier avec les supporters du Real Madrid, dont la nature nationaliste espagnol est un secret de polichinelle.